# 吳炆褘
吳炆褘（17世紀—1646年），字留耕，浙江湖州府烏程縣籍，歸安縣人，明朝、南明政治人物。

## 生平
吳炆褘是崇禎年間的貢生，十三年（1640年）庚辰科賜特用出身，授兵部職方司主事，處理軍政不畏強權，上書談及兵事都稱旨，升員外郎，擒獲流寇李青山等，出為邵武府知府，潔己愛民，旱災期間步行禱告並捐款賑災，又剿滅七臺山的山賊。隆武年間獲推舉卓異，福建聞警時哭著誓師守城，卻因與推官朱健發生齟齬，對方用謠言中傷他，被逮捕入獄而死，當地人在其死訊傳出後罷市，其家中沒有財產留下。

## 引用
1. 1 2  錢海岳《南明史·卷四十八·列傳第二十四》：（隆武時福建）上游疆吏：……吳炆褘，字留耕，烏程人。崇禎十三年特用。官職方員外郎，俘李青山，遷邵武知府。平七台山寇，以閩警移眷。坐死。
2. ↑  同治《湖州府志·卷十四·選舉表 貢生一》：烏程學……崇禎（貢生）……吳炆褘 字中甫，邵武知府，有傳
3. ↑  同治《湖州府志·卷七十二·人物傳 政績二》：吳炆褘，字留耕，崇禎十三年特用，授兵部職方司主事，考覈軍政不畏強權，上書言兵事稱旨；厯員外郎，俘巨寇李青山等，出為邵武知府，潔己愛民，旱災，步禱捐賑，勦平七臺山寇 歸安何志。舉卓異，甲申聞變，號泣誓師守城，與司理朱健齟，健造飛語中之，逮赴獄，閩人為之罷市，歿之日家無餘貲。 胡志
4. ↑  光緒《歸安縣志·卷四十二·人物傳十》：吳炆褘，字留耕，歸安人，崇禎十三年特用，授兵部職方司主事，考覈軍法不畏強權，上書言兵事稱旨；厯員外郎，俘巨寇李青山等，出為邵武知府，潔己愛民，旱荒步禱捐賑，勦平七臺山寇 康熙縣志。舉卓異，甲申聞變，號泣誓師守城，與司理朱健齟齬，健造飛語中之，逮赴獄，閩人為之罷市，歿之日家無餘貲。 乾隆府志